# Bahnstrecke Odense–Svendborg
| Desiro-Triebzug in Fruens Bøge |                      |                                                     |                                                     |
| Streckennummer: | 21                   |                                                     |                                                     |
| Streckenlänge: | 48,2 km              |                                                     |                                                     |
| Spurweite: | 1435 mm (Normalspur) |                                                     |                                                     |
| Streckengeschwindigkeit: | 120 km/h             |                                                     |                                                     |
| |                      |                                                     |                                                     |
| \| \| \| Bahnstrecke Nyborg–Fredericia von Nyborg \| \| \| \| \| Bahnstrecke Odense–Kerteminde–Martofte von Martofte \| \| \| \| \| Hafenanschluss \| \| \| \| \| Dänisches Eisenbahnmuseum \| \| \| \| 0,0 \| Odense ab 1914 \| Odense ab 1914 \| \| \| \| \| \| \| \| \| \| \| \| \| \| \| \| \| \| \| Odense bis 1914 \| \| \| \| \| Odense Syd (1876–1954) \| \| \| \| \| Bahnstrecke Odense–Middelfart nach Middelfart \| \| \| \| \| \| \| \| \| \| Bahnstrecke Odense–Bogense nach Bogense \| \| \| \| \| Bahnstrecke Nyborg–Fredericia nach Fredericia \| \| \| \| \| \| \| \| \| \| \| \| \| \| 3,8 \| Odense Sygehus \| Odense Sygehus \| \| \| 5,3 \| Fruens Bøge \| Fruens Bøge \| \| \| \| Odense Å \| \| \| \| \| Anschluss Papierfabrik \| \| \| \| \| Anschluss Papierfabrik \| \| \| \| \| Bahnstrecke Odense–Nørre Broby–Faaborg nach Faaborg \| \| \| \| 6,9 \| Hjallese \| Hjallese \| \| \| \| Lindved (1934–1955) \| \| \| \| 11,0 \| Højby \| Højby \| \| \| 14,9 \| Årslev \| Årslev \| \| \| 17,4 \| Pederstrup \| Pederstrup \| \| \| \| Bahnstrecke Ringe–Nyborg von Nyborg \| \| \| \| 22,4 \| Ringe \| Ringe \| \| \| \| Bahnstrecke Ringe–Faaborg nach Faaborg \| \| \| \| 27,1 \| Rudme \| Rudme \| \| \| 30,2 \| Kværndrup \| Kværndrup \| \| \| 35,6 \| Stenstrup \| Stenstrup \| \| \| 37,0 \| Stenstrup Syd \| Stenstrup Syd \| \| \| 39 \| Kirkeby (1881–1969) \| Kirkeby (1881–1969) \| \| \| 43 \| Sørup (1876–1965) \| Sørup (1876–1965) \| \| \| 45,7 \| Svendborg Vest \| Svendborg Vest \| \| \| \| Bahnstrecke Svendborg–Faaborg von Faaborg \| \| \| \| 48,2 \| Svendborg DSB / Svendborg N \| Svendborg DSB / Svendborg N \| \| \| \| \| \| \| \| \| Trajekt von Ærøskøbing und Rudkøbing \| \| \| \| \| Bahnstrecke Svendborg–Nyborg nach Nyborg \| \| \| \| \| \| \| \| Quellen: [1] \| \| \| \| |                      |                                                     |                                                     |
| Strecke |                      | Bahnstrecke Nyborg–Fredericia von Nyborg            | Bahnstrecke Nyborg–Fredericia von Nyborg            |
| Abzweig geradeaus und ehemals von rechts |                      | Bahnstrecke Odense–Kerteminde–Martofte von Martofte | Bahnstrecke Odense–Kerteminde–Martofte von Martofte |
| Betriebsstelle Streckenanfang (Strecke außer Betrieb) · Strecke |                      | Hafenanschluss                                      | Hafenanschluss                                      |
| Betriebsstelle Strecke bis hier außer Betrieb · Abzweig geradeaus und nach links · Strecke von rechts |                      | Dänisches Eisenbahnmuseum                           | Dänisches Eisenbahnmuseum                           |
| Strecke · Bahnhof · Dienststation / Betriebs- oder Güterbahnhof | 0,0                  | Odense ab 1914                                      | Odense ab 1914                                      |
| Strecke · Abzweig geradeaus und von links · Abzweig ehemals geradeaus und nach rechts |                      |                                                     |                                                     |
| Strecke nach links · Abzweig geradeaus und von rechts · Strecke (außer Betrieb) |                      |                                                     |                                                     |
| Abzweig geradeaus und ehemals nach links · Abzweig geradeaus und von rechts (Strecke außer Betrieb) |                      |                                                     |                                                     |
| Strecke · Bahnhof (Strecke außer Betrieb) |                      | Odense bis 1914                                     | Odense bis 1914                                     |
| Strecke von links (außer Betrieb) · Abzweig geradeaus und ehemals nach rechts · Bahnhof (Strecke außer Betrieb) |                      | Odense Syd (1876–1954)                              | Odense Syd (1876–1954)                              |
| Abzweig quer und nach rechts (Strecke außer Betrieb) · Kreuzung (Querstrecke außer Betrieb) · Abzweig geradeaus und nach rechts (Strecke außer Betrieb) |                      | Bahnstrecke Odense–Middelfart nach Middelfart       | Bahnstrecke Odense–Middelfart nach Middelfart       |
| Strecke von links (außer Betrieb) · Abzweig geradeaus und ehemals nach rechts · Strecke (außer Betrieb) |                      |                                                     |                                                     |
| Abzweig quer und nach rechts (Strecke außer Betrieb) · Kreuzung (Querstrecke außer Betrieb) · Abzweig geradeaus und nach rechts (Strecke außer Betrieb) |                      | Bahnstrecke Odense–Bogense nach Bogense             | Bahnstrecke Odense–Bogense nach Bogense             |
| Abzweig quer und ehemals von rechts · Abzweig geradeaus und nach rechts · Strecke (außer Betrieb) |                      | Bahnstrecke Nyborg–Fredericia nach Fredericia       | Bahnstrecke Nyborg–Fredericia nach Fredericia       |
| Strecke nach links (außer Betrieb) · Kreuzung (Querstrecke außer Betrieb) · Abzweig geradeaus und nach rechts (Strecke außer Betrieb) |                      |                                                     |                                                     |
| Abzweig geradeaus und ehemals von links · Strecke nach rechts (außer Betrieb) |                      |                                                     |                                                     |
| Haltepunkt / Haltestelle | 3,8                  | Odense Sygehus                                      | Odense Sygehus                                      |
| Bahnhof | 5,3                  | Fruens Bøge                                         | Fruens Bøge                                         |
| Brücke über Wasserlauf |                      | Odense Å                                            | Odense Å                                            |
| Abzweig geradeaus und ehemals nach rechts |                      | Anschluss Papierfabrik                              | Anschluss Papierfabrik                              |
| Abzweig geradeaus und ehemals nach rechts |                      | Anschluss Papierfabrik                              | Anschluss Papierfabrik                              |
| Abzweig geradeaus und ehemals nach rechts |                      | Bahnstrecke Odense–Nørre Broby–Faaborg nach Faaborg | Bahnstrecke Odense–Nørre Broby–Faaborg nach Faaborg |
| Haltepunkt / Haltestelle | 6,9                  | Hjallese                                            | Hjallese                                            |
| ehemaliger Haltepunkt / Haltestelle |                      | Lindved (1934–1955)                                 | Lindved (1934–1955)                                 |
| Bahnhof | 11,0                 | Højby                                               | Højby                                               |
| Bahnhof | 14,9                 | Årslev                                              | Årslev                                              |
| Haltepunkt / Haltestelle | 17,4                 | Pederstrup                                          | Pederstrup                                          |
| Abzweig geradeaus und ehemals von links |                      | Bahnstrecke Ringe–Nyborg von Nyborg                 | Bahnstrecke Ringe–Nyborg von Nyborg                 |
| Bahnhof | 22,4                 | Ringe                                               | Ringe                                               |
| Abzweig geradeaus und ehemals nach rechts |                      | Bahnstrecke Ringe–Faaborg nach Faaborg              | Bahnstrecke Ringe–Faaborg nach Faaborg              |
| Haltepunkt / Haltestelle | 27,1                 | Rudme                                               | Rudme                                               |
| Bahnhof | 30,2                 | Kværndrup                                           | Kværndrup                                           |
| Bahnhof | 35,6                 | Stenstrup                                           | Stenstrup                                           |
| Haltepunkt / Haltestelle | 37,0                 | Stenstrup Syd                                       | Stenstrup Syd                                       |
| ehemaliger Bahnhof | 39                   | Kirkeby (1881–1969)                                 | Kirkeby (1881–1969)                                 |
| ehemaliger Bahnhof | 43                   | Sørup (1876–1965)                                   | Sørup (1876–1965)                                   |
| Haltepunkt / Haltestelle | 45,7                 | Svendborg Vest                                      | Svendborg Vest                                      |
| Abzweig geradeaus und ehemals von rechts |                      | Bahnstrecke Svendborg–Faaborg von Faaborg           | Bahnstrecke Svendborg–Faaborg von Faaborg           |
| Kopfbahnhof Streckenanfang (Strecke außer Betrieb) · Kopfbahnhof Strecke ab hier außer Betrieb | 48,2                 | Svendborg DSB / Svendborg N                         | Svendborg DSB / Svendborg N                         |
| Strecke nach links (außer Betrieb) · Abzweig geradeaus und von rechts (Strecke außer Betrieb) |                      |                                                     |                                                     |
| Eisenbahnfähre quer (Strecke außer Betrieb) · Abzweig geradeaus und von rechts (Strecke außer Betrieb) |                      | Trajekt von Ærøskøbing und Rudkøbing                | Trajekt von Ærøskøbing und Rudkøbing                |
| Strecke (außer Betrieb) |                      | Bahnstrecke Svendborg–Nyborg nach Nyborg            | Bahnstrecke Svendborg–Nyborg nach Nyborg            |
| |                      |                                                     |                                                     |
| Quellen: |                      |                                                     |                                                     |

Die Bahnstrecke Odense–Svendborg ist eine Eisenbahnstrecke auf der dänischen Insel Fünen. Sie führt von Odense nach Svendborg und wurde von der privaten Svendborgbanen erbaut.

## Svendborgbanen

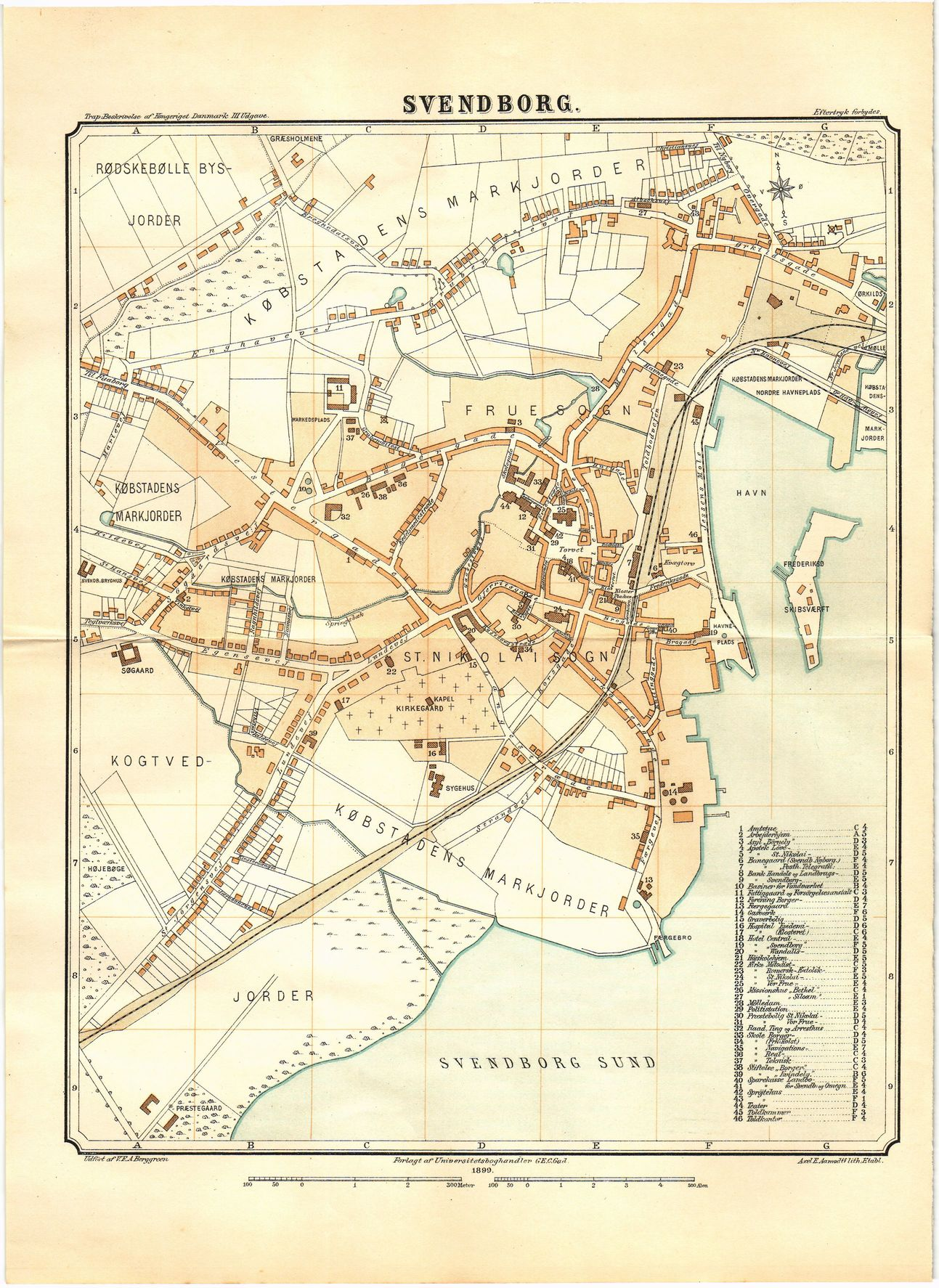
Lage der Strecken im Stadtplan von 1899

Als erste private Eisenbahn auf der Insel Fünen und als erste Abzweigung von der staatlichen Bahnstrecke Nyborg–Strib wurde die Bahnstrecke Odense–Svendborg der privaten Svendborgbanen am 12. Juli 1876 eröffnet. Die Rechtsgrundlage für den Bau wurde mit einem Gesetz am 23. Mai 1873 geschaffen und die Konzession am 20. Mai 1874 erteilt. Diese Konzession wurde an die Det Sydfyenske Jernbaneselskab (SFJ) übertragen, die am 28. Mai 1874 in Ringe gegründet wurde.
Der Grund, dass diese Strecke privat errichtet wurde, war, dass die damalige Regierung glaubte, dass der Staat nur die Hauptstrecken des Landes bauen sollte. Die Nebenstrecken sollten von privaten Interessenten mit staatlicher Hilfe errichtet werden.
Der SFJ wurde der Auftrag zum Bau der Strecke übertragen, die bis zum 1. April 1949 die Betriebsführung übernahm. Seit diesem Zeitpunkt wurde die Strecke von Danske Statsbaner (DSB) betrieben.
Ab dem 13. Dezember 2020 übernahm Arriva Danmark, eine Tochter der Deutschen Bahn AG, den Regionalverkehr auf der Strecke. Der Vertrag läuft bis 2028, mit der Option einer Verlängerung um zwei Jahre.

## Wichtige Bahnhöfe

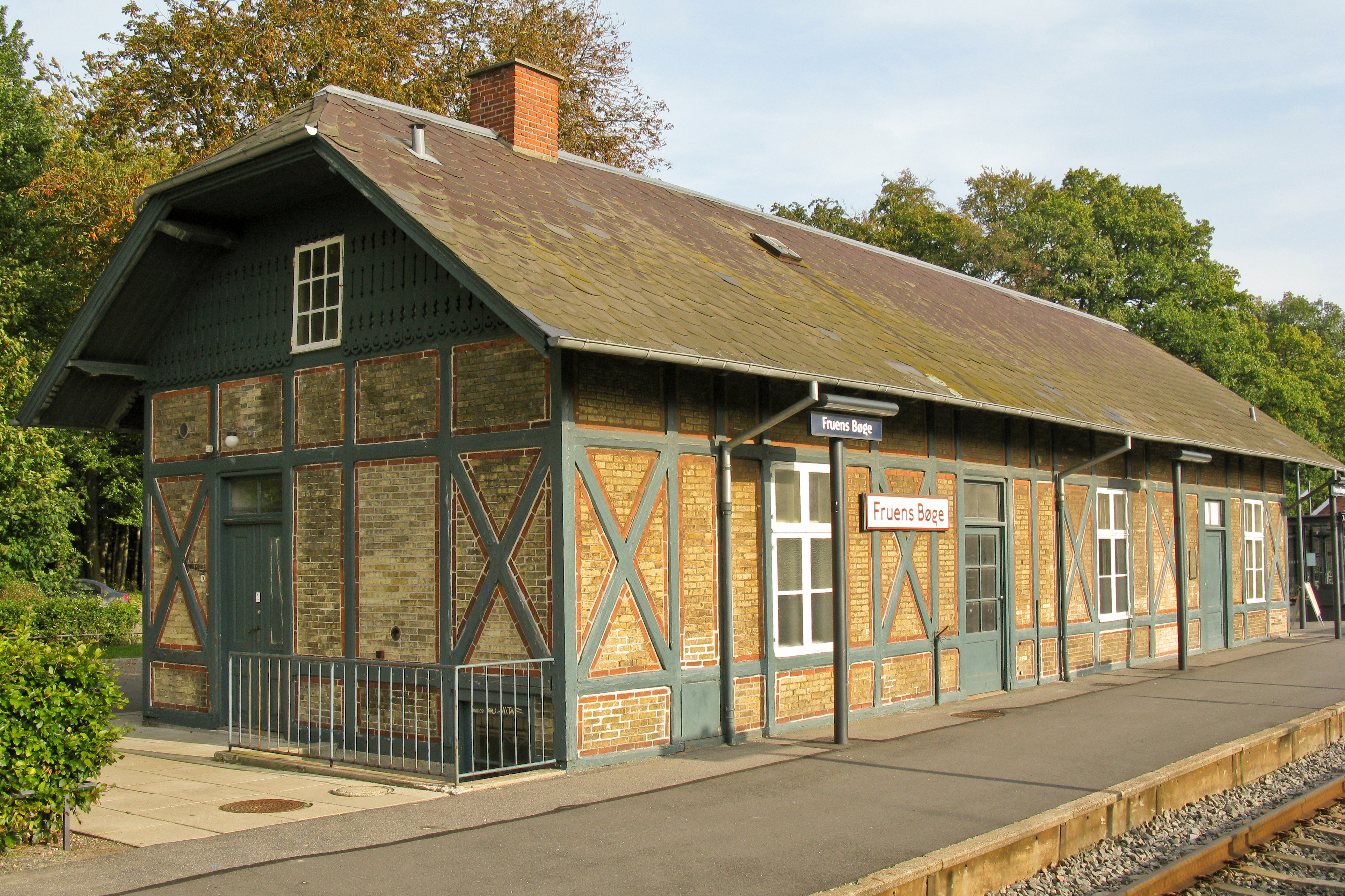
Bahnhof Fruens Bøge

An der Strecke liegen oder lagen folgende wichtige Bahnhöfe:
- Odense, Ausgangspunkt der Bahn ab 1954 und Verbindung zur Bahnstrecke Nyborg–Fredericia (den fynske hovedbane)
- Odense Syd, Ausgangspunkt der Bahn bis 1954.
- Fruens Bøge, Ausgangspunkt der Odense–Nørre Broby–Faaborg Jernbane nach Faaborg
- Ringe, Verbindung zur Nyborg–Ringe–Faaborg Banen nach Nyborg und Faaborg
- Svendborg, Verbindung zur Bahnstrecke Svendborg–Faaborg und Bahnstrecke Svendborg–Nyborg

## Technische Verbesserungen
Seit 2003 wurden an der Strecke zahlreiche technische Verbesserungen vorgenommen:
- Vom 12. Mai bis 9. Juni 2003 wurden die technischen Anlagen erweitert, Gleise und Schwellen ausgetauscht und einzelne Bahnübergänge geschlossen. Bei einigen Stationen wurden die Bahnsteige verlängert oder verändert. In Odense wurde ein Gleis zwischen dem Busbahnhof und dem bestehenden Bahnsteig zum Gleis 7.[3] Während dieser Zeit wurden die Züge durch einen Schienenersatzverkehr ersetzt.

- Vom 11. August bis 7. September 2003[4] wurden zwischen Stenstrup und Årslev 25 km Schienen und 20.000 Schwellen neu verlegt. Dabei wurden 15.000 m³ Schotter gereinigt.[5][6]  Während dieser Zeit wurden die Züge durch Busse ersetzt. Im Rahmen dieser Maßnahmen wurden die Bahnhofsgebäude in Hjallese, Højby, Pederstrup, Rudme und Stenstrup abgerissen und die Bahnsteigbereiche modernisiert.

- Im Januar 2004 konnten die Züge auf der Strecke zwischen Odense und Svendborg kostenlos benutzt werden, um die vielen Annullierungen und Verspätungen des Vorjahres auszugleichen. DSB hatte im Vorfeld zwölf Siemens-Desiro-Einheiten angemietet, um die seit 1980 auf der Strecke verkehrenden MR-MRD-Züge zu ersetzen. Mit diesen MQ-Zügen konnte die Geschwindigkeit auf der Strecke von 100 auf 120 km/h erhöht werden.[3] Ferner konnte dadurch ein Halbstundentakt in beiden Richtungen zwischen Odense und Svendborg und ein Stundentakt in beiden Richtungen zwischen Odense und Ringe eingeführt werden.

- 2005 wurden die Signalanlagen an der Strecke überholt oder erneuert sowie die Schienen geschliffen.[7][8]

- Während der Vorbereitungen für die Renovierung der Strecke und Umbauarbeiten im Bahnhof Svendborg wurden im Mai 2007 weitere Reste eines bereits bekannten mittelalterlichen katholischen Klosters im Gleisbereich freigelegt, so dass zwischen Svendborg und Svendborg Vest einen Monat lang Schienenersatzverkehr durchgeführt wurde.[9][10] Danach fuhren die Züge von einem provisorischen Bahnsteig in Svendborg ab. Die archäologischen Untersuchungen dauerten bis zum 28. Januar 2008.[11]

- Vom 30. Mai bis 9. August 2009 wurden die beiden verbliebenen Streckenteile Svendborg–Stenstrup und Årslev–Odense, insgesamt 27 km, erneuert. Die Schwellen und die Schienen wurden ersetzt. Zusätzlich wurden dreizehn Brücken auf der gesamten Strecke überholt, neun Bahnübergänge modernisiert und zwei Weichen ersetzt.[12] Während der Bauarbeiten war die Strecke bis zu den Sommerschulferien zwischen Svendborg und Ringe und die gesamte Strecke während der Schulferien gesperrt. Die Beförderung der Fahrgäste erfolgte im Schienenersatzverkehr.

- Seit mehreren Jahren führen Ausfälle bei den Signalsystemen der Strecke zu Zugausfällen. Die seit 2016 geplanten Verbesserungen werden jedoch voraussichtlich erst zwischen 2024 und 2026 durchgeführt.[13]

## Stillgelegte Stationen

### Odense Syd (1876–1954)

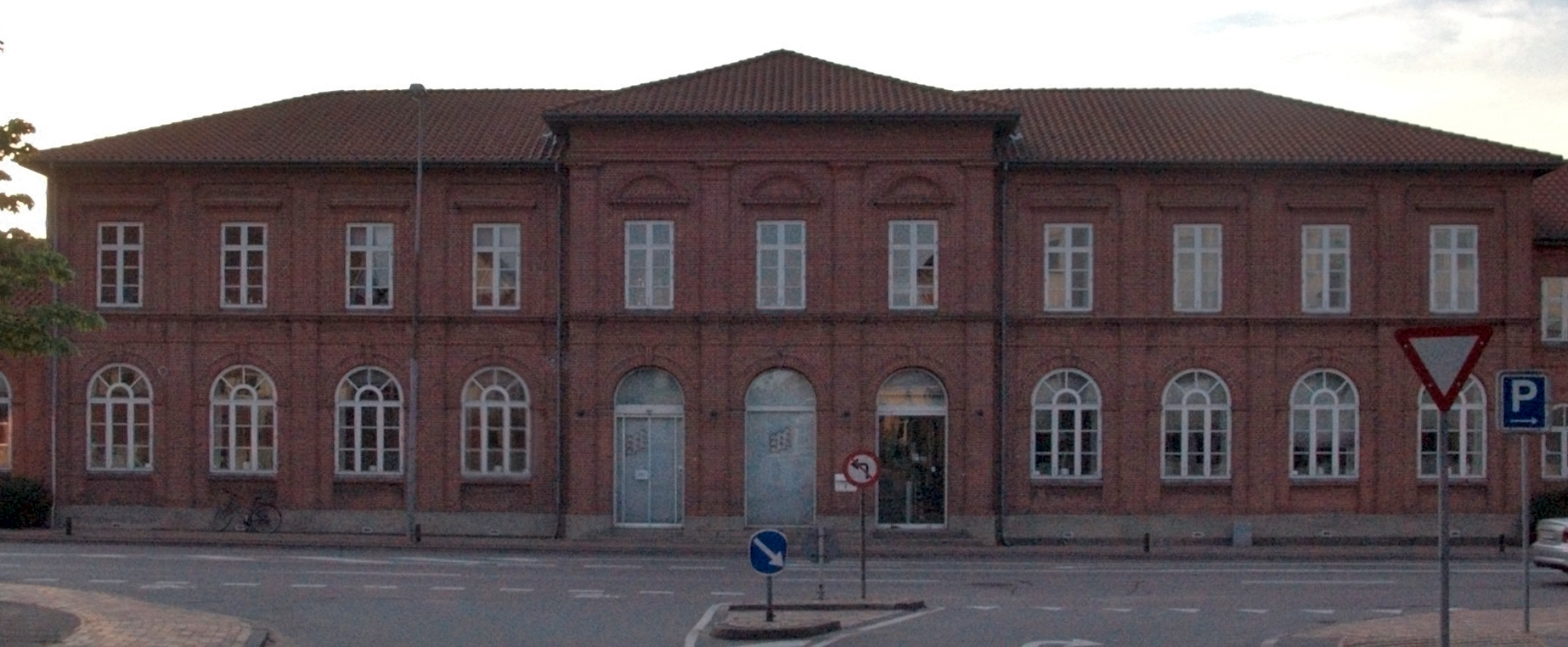
Der ehemalige Bahnhof der Sydfyenske Jernbane, Odense Syd, vom Vestre Stationsvej aus gesehen

Odense Syd (auch Odense Sydbanegård, Odense S. Odense SFJ) am Vestre Stationsvej 5 war der Bahnhof der Svendborgbane von der Eröffnung bis zum 22. Mai 1954. Ab diesem Zeitpunkt führt die Strecke in den Odense hovedbanegård (deutsch Odense Hauptbahnhof) am Østre Stationsvej.  Das alte Bahnhofsgebäude wurde am 8. Dezember 1954 als Busbahnhof eröffnet., dessen Zufahrt am 28. Mai 1978 auf die andere Seite der Bahnstrecke in die Dannebrogsgade verlegt wurde. Das Gebäude wird nun von der Verwaltung der Fyns Almennyttige Boligselskab (deutsch Fünens gemeinnützige Wohnungsbaugesellschaft) verwendet. Das zweistöckige Gebäude wurde von H.A.W. Haugsted im Renaissance-Stil 1876 für die Eröffnung der Bahnstrecke erbaut. 1911 wurde es um die von  J. Vilhelm Petersen entworfenen Seitenflügel ergänzt.

### Lindved (1934–1955)
Die Haltestelle  Lindved lag in der Ortschaft Lindved zwischen Hjallese und Hoejby. Die Station bestand in der Zeit vom 15. Mai 1934 bis 21. Mai 1955 und war auf Wunsch der Anwohner eingerichtet worden.

### Kirkeby (1881–1969)
Die Kosten für die Errichtung der Station Kirkeby bei Kirkeby Hede (nunmehr Kirkebyskoven), die etwa 1,5 km vom Ort Kirkeby entfernt lag, wurde von Kammerherrn Otto Ditlev Baron Rosenørn-Lehn, Außenminister in der Regierung Estrup, organisiert, da das Gut Hvidkilde einen Verladeplatz für Holzerzeugnisse wollte. Die Station wurde am 24. August 1881 eröffnet. 1907 wurde das Bahnhofsgebäude abgerissen und durch einen Neubau ersetzt. Am 29. Juni 1965 wurde das Gebäude dieser Station geschlossen und ab dem 1. Juni 1969 hielten keine Züge mehr an diesem Bahnhof.

### Sørup (1876–1965)
Sørup Billetsalgsted (deutsch Sørup Fahrkartenverkaufsstelle) lag zwischen Kirkeby und Svendborg und wurde mit der Eröffnung der Strecke in Betrieb genommen. Der letzte Zug hielt an dieser Station am 29. Mai 1965.

## Aktueller Verkehr
Tagsüber verkehren auf der Strecke zwischen Odense und Svendborg zwei Züge (in den Abendstunden nur einer) pro Stunde in jeder Richtung, die nicht an allen Stationen halten. Zwischen Odense und Ringe verkehren sowohl tagsüber als auch abends ein Zug pro Stunde in jeder Richtung, der an allen Stationen hält.
Gemäß einer Ausschreibung des Transport-, Bygnings- og Boligministeriet (deutsch Ministeriums für Verkehr, Bau und Wohnungswesen) für die Durchführung des Regionalverkehrs in Dänemark durch private Anbieter wurde ab Dezember 2020 die Vergabe der Zugleistungen zwischen Odense und Svendborg per Vertrag über acht Jahre mit Arriva Danmark festgeschrieben.
Die Transportleistungen werden von GoCollective, dessen Mutterkonzern Mutares 2023 Arriva Danmark übernahm, mit Triebwagen der Baureihe Lint 41 erbracht. GoCollective erwägt, auf der Svendborgbane Odense–Svendborg wieder alte Dieseltriebzüge der Baureihe DSB MR einzusetzen, da Lint 41 nicht in ausreichender Zahl zur Verfügung stehen, weil die Wartungsarbeiten aufgrund von Schwierigkeiten bei der Ersatzteilbeschaffung länger als geplant dauern. Der ausgedünnte Fahrplan führt dazu, dass Fahrgäste zurückbleiben müssen. Von den MR-Triebwagen sind noch einige Fahrzeuge für Arbeitszüge oder zu Schulungszwecken im Einsatz. Da sie über das dänische Zugsicherungssystem ATC verfügen, könnten sie sofort genutzt werden.